# Efate
Efate  (лат.) — род аранеоморфных пауков из подсемейства Agoriinae в семействе пауков-скакунов (Salticidae).

## Этимология
Эфате (англ. Efate) остров Республики Вануату, где и был найден первый открытый вид — E. albobicinctus. Другой род пауков-скакунов Araneotanna также назван в честь острова в Вануату.

## Описание
Представители рода внешне похожи на муравьёв, в длину достигающие 3—5 мм.

## Виды
- Efate albobicinctus Berland, 1938 — Гуам, Каролинские острова, Новые Гебриды, Самоа, Фиджи
- Efate fimbriatus Berry, Beatty & Prószyn'ski, 1996 — Каролинские острова, Маршалловы Острова
- Efate raptor Berry, Beatty & Prószyn'ski, 1996 — Фиджи